# Krzysztof Persak
Krzysztof Persak (ur. 18 października 1968 w Warszawie) – polski historyk, doktor nauk humanistycznych, badacz dziejów najnowszych Polski.

## Życiorys
W 1995 ukończył studia na Uniwersytecie Warszawskim. Jego praca magisterska Odrodzenie harcerstwa w 1956 roku napisana pod kierunkiem Marcina Kuli została wyróżniona Nagrodą im. Jana Józefa Lipskiego i wydano ją drukiem nakładem Wydawnictwa Trio w 1996. Od tego roku pracuje w Instytucie Studiów Politycznych PAN, a od 2000 równocześnie pracował w Biurze Edukacji Publicznej Instytutu Pamięci Narodowej. Jest również wykładowcą Collegium Civitas. Od czerwca 2011 do lipca 2016 pełnił funkcję dyrektora sekretariatu prezesa IPN.
W 2002 wspólnie z Pawłem Machcewiczem zredagował dwutomowy zbiór studiów i dokumentów Wokół Jedwabnego, w którym podsumowano stan wiedzy historycznej i wyniki śledztwa IPN w sprawie Jedwabnego. W 2005 obronił na Uniwersytecie Warszawskim, pod kierunkiem Marcina Kuli pracę doktorską Sprawa Henryka Hollanda, wydaną w 2006. Rok później otrzymał za nią Nagrodę Historyczną „Polityki”. W swojej pracy na podstawie dokumentów źródłowych, w tym zapisów podsłuchu w mieszkaniu H. Hollanda, rozwikłał tajemnicę jego śmierci. Jest autorem wielu artykułów prasowych i redaktorem zbiorów dokumentów poświęconych najnowszej historii Polski.

## Książki
Monografie
- Odrodzenie harcerstwa w 1956 roku, wyd. Trio, Warszawa 1996
- Sprawa Henryka Hollanda, wyd. IPN i ISP PAN, Warszawa 2006

Tomy zredagowane
- Wokół Jedwabnego. T. 1 i 2, wyd. IPN, Warszawa 2002 (z Pawłem Machcewiczem)
- A handbook of the communist security apparatus in East Central Europe 1944–1989, wyd. IPN, Warszawa 2005 (z Łukaszem Kamińskim)
- Dwudziestolecie, wyd. Bellona, Warszawa 2009 (z Pawłem Machcewiczem)
- Czekiści: organy bezpieczeństwa w europejskich krajach bloku sowieckiego 1944–1989, wyd. IPN, Warszawa 2010 (z Łukaszem Kamińskim)
- II wojna światowa, wyd. Bellona, Warszawa 2010 (z Pawłem Machcewiczem)
- PRL od grudnia 70 do czerwca 89, wyd. Bellona, Warszawa 2010 (z Pawłem Machcewiczem)

Wybory źródeł
- Komuniści wobec harcerstwa. 1944–1950, wyd. ISP PAN, Warszawa 1998
- Centrum władzy: protokoły posiedzeń kierownictwa PZPR: wybór z lat 1949–1970, wyd. ISP PAN, Warszawa 2000 (z Antonim Dudkiem i Antonim Kochańskim)
- Kierownictwo PPR i PZPR wobec wojska 1944–1956, wyd. ISP PAN, Warszawa 2003 (z Jerzym Poksińskim i Aleksandrem Kochańskim)